# Christa Reichard
Christa Reichard, geborene Baltzer (* 20. Mai 1955 in Dresden, DDR) ist eine deutsche Politikerin und war seit dem 10. November 1994 für drei Wahlperioden Mitglied des Deutschen Bundestages. Sie wurde für die Christlich Demokratische Union Deutschlands (CDU) über ein Direktmandat in Sachsen gewählt. Ihr Nachfolger war Andreas Lämmel, der bis dahin Abgeordneter im Sächsischen Landtag  war.

## Leben
Reichard besuchte die Polytechnische Oberschule, machte anschließend eine Ausbildung zur Facharbeiterin, studierte dann an der Ingenieurhochschule Dresden und machte einen Abschluss zur Diplomingenieurin für Informationsverarbeitung. Sie war danach Entwicklungsingenieurin im VEB „Otto Buchwitz“ Starkstrom-Anlagenbau Dresden tätig. Nach der Wiedervereinigung arbeitete sie als Referentin im Sächsischen Staatsministerium für Umwelt und Landesentwicklung. Außerdem engagierte sie sich ehrenamtlich im Kuratorium der Bundeszentrale für politische Bildung.

## Politik
Reichard wurde im Jahr 1990 Mitglied der Partei Demokratischer Aufbruch (DA) und der CDU. Sie war von 1990 bis 1995 stellvertretende Kreisvorsitzende der CDU, von bis 1993 Mitglied des Bundesvorstandes der Frauen Union und von 1992 bis 1996 im CDU-Bundesvorstand. 
Seit 1994 gehörte sie für den Wahlkreis Dresden I dem Bundestag an. Sie war ordentliches Mitglied im Ausschuss für Umwelt, Naturschutz und Reaktorsicherheit. In der nächsten Wahlperiode wurde sie im Amt bestätigt und gehörte nun der Enquete-Kommission „Schutz des Menschen und der Umwelt“ an. Außerdem war sie im Verteidigungsausschuss im Ausschuss für Angelegenheiten der Neuen Länder. Nach einer Wiederwahl bei der Bundestagswahl 1998 schied sie nach Ende ihrer dritten Legislaturperiode 2005 aus dem Bundestag aus.